# Aleksandyr Liłow
Aleksandyr Wasilew Liłow, bułg. Александър Василев Лилов (ur. 31 sierpnia 1933 w Graniczaku, zm. 20 lipca 2013 w Sofii) – bułgarski polityk, działacz komunistyczny, długoletni deputowany, w 1990 ostatni przywódca Bułgarskiej Partii Komunistycznej, następnie do 1991 pierwszy przewodniczący Bułgarskiej Partii Socjalistycznej.

## Życiorys
Ukończył filologię bułgarską na Uniwersytecie Sofijskim im. św. Klemensa z Ochrydy (1962), a w 1969 został absolwentem Akademii Nauk Społecznych przy KC KPZR. Był pracownikiem Bułgarskiej Akademii Nauk. Długoletni działacz Bułgarskiej Partii Komunistycznej, stopniowo awansował w partyjnej strukturze. Od 1962 do 1990 przez sześć kadencji wykonywał mandat posła. W 1972 został sekretarzem komitetu centralnego, a w 1974 członkiem biura politycznego. Od 1976 zasiadał w Radzie Państwa, formalnej kolegialnej głowie państwa. Uchodził przez pewien czas za drugą osobę w partii. Był bliskim współpracownikiem Ludmiły Żiwkowej. Po jej śmierci zaczął tracić wpływy. W 1983, po krytyce Todora Żiwkowa, usunięty ze stanowisk partyjnych. Przestał w tym samym roku też wchodzić w skład Rady Państwa.
Był potem dyrektorem instytutu badawczego, którego zadaniem było analizowanie możliwości rozwoju Bułgarii. W grudniu 1989 w okresie przemian politycznych powrócił do kierownictwa partii komunistycznej. W lutym 1990 objął funkcję jej przewodniczącego. Od kwietnia 1990 do 1991 stał na czele powołanej na bazie partii komunistycznej Bułgarskiej Partii Socjalistycznej. W latach 1990–2001 sprawował mandat deputowanego do konstytuanty oraz do Zgromadzenia Narodowego trzech kolejnych kadencji.